# Coenophila opacifrons
Coenophila opacifrons (tên tiếng Anh: Blueberry Dart hoặc Plain-faced Blueberry Dart) là một loài bướm đêm thuộc họ Noctuidae. Nó được tìm thấy ở Labrador và Newfoundland, phía nam to New Jersey, phía tây across the Boreal forest tới miền đông British Columbia, phía nam ở vùng núi tới miền nam Montana.
Sải cánh dài 32–38 mm. Con trưởng thành bay từ tháng 7 đến tháng 8. Có một lứa một năm.
Ấu trùng ăn Chamaedaphne calyculata, Vaccinium và Myrica gale.